# Guldbagge 2005
La 40ª edizione del Premio Guldbagge si è svolta a Stoccolma il 24 gennaio 2005. 

## Vincitori
Vengono di seguito indicati in grassetto i vincitori. Ove ricorrente e disponibile, viene indicato il titolo in lingua italiana e quello in lingua originale tra parentesi.
Miglior film
- L'amore non basta mai (Masjävlar), regia di Maria Blom
  - Fyra nyanser av brunt, regia di Tomas Alfredson
  - As It Is in Heaven (Så som i himmelen), regia di Kay Pollak

Miglior regista
- Tomas Alfredson - Fyra nyanser av brunt
  - Maria Blom - L'amore non basta mai (Masjävlar)
  - Kay Pollak - As It Is in Heaven (Så som i himmelen)

Miglior attrice
- Maria Kulle - Fyra nyanser av brunt
  - Sofia Helin- L'amore non basta mai
  - Frida Hallgren- As It Is in Heaven (Så som i himmelen)

Miglior attore
- Robert Gustafsson - Fyra nyanser av brunt
  - Michael Nyqvist - As It Is in Heaven (Så som i himmelen)
  - Johan Rheborg - Fyra nyanser av brunt

Miglior attrice non protagonista
- Kajsa Ernst - L'amore non basta mai (Masjävlar)
  - Ann Petrén - L'amore non basta mai (Masjävlar)
  - Ingela Olsson - As It Is in Heaven (Så som i himmelen)

Miglior attore non protagonista
- Ulf Brunnberg - Fyra nyanser av brunt
  - Joakim Lindblad - L'amore non basta mai (Masjävlar)
  - Lennart Jähkel - As It Is in Heaven (Så som i himmelen)

Migliore sceneggiatura
- Maria Blom - L'amore non basta mai (Masjävlar)
  - Tomas Alfredson, Robert Gustafsson, Jonas Inde, Andres Lokko, Martin Luuk, Johan Rheborg e Henrik Schyffert - Fyra nyanser av brunt
  - Carin Pollak, Kay Pollak e Margaretha Pollak - As It Is in Heaven (Så som i himmelen)

Migliore fotografia
- Jens Fischer - The Queen of Sheba's Pearls
  - Harald Paalgard - As It Is in Heaven (Så som i himmelen)
  - Leif Benjour - Fyra nyanser av brunt

Miglior film straniero
- Il ritorno (Vozvraščenie), regia di Andrej Zvjagincev
  - Lost in Translation - L'amore tradotto (Lost in Translation), regia di Sofia Coppola
  - 21 grammi (21 Grams), regia di Alejandro González Iñárritu

Premio Ingmar Bergman
- Mikael Persbrandt

Premio Guldbagge onorario
- Sickan Carlsson